# Mária Gánóczy
Mária Gánóczy, ungarisch Gánóczy Mária, Pseudonym Breznay Józseffel oder Józseffel Breznay auch Józsefné Breznay  oder Mária Gánoczi und Mária Breznayné Gánóczy (geboren 13. Mai 1927 in Budapest) ist eine ungarische Malerin und Zeichnerin.

## Leben
Mária Gánóczy ist Spross einer Dynastie von Kunst- und Kulturschaffenden, zu der neben ihrer Mutter Amália Krenner und deren Ehemann Sándor Gánóczy auch ihre Großmutter, ihr Großvater mütterlicherseits – er war Freskenmaler in ungarischen Kirchen – und ihre Urgroßmutter Mária Máchik gehörten.
Mária Gánóczy hatte zwei Geschwister. In ihrer Jugend schuf sie mehrere plastische Arbeiten. Mitten im Zweiten Weltkrieg malte Gánóczys Mutter um 1942 ein großformatiges Porträt ihrer damals 15-jährigen Tochter, das in den Besitz Gánóczys überging.
Nach Kriegsende besuchte sie ab 1950 die Ungarische Akademie der Bildenden Künste, wo sie Schülerin von Rezső Burghardt, Sándor Bortnyik, László Bencze, Bernáth Aurél und Zsigmond Kisfaludi Strobl war. Ihre Studienreisen führten sie durch Frankreich, in die Schweiz, nach Belgien, Italien und Deutschland.
Da sie nach dem Studium Geld verdienen musste und selbst nicht unterrichten wollte, arbeitete sie zeitweilig als Technische Zeichnerin. Nebenbei kopierte sie in Museen zum Selbststudium die Werke großer Meister. Bei einer solchen Gelegenheit kam ein Komitee aus Képcsarnok zu Besuch, „darunter ein junger Mann namens József Breznay,“ den sie 1954 heiratete.
Breznay brachte zwei Kinder aus seiner zweiten Ehe in die Familie. Alle Kinder, auch die gemeinsamen weiteren sieben, drei Mädchen und vier Jungen, zog das Ehepaar in ihrer Wohnung in der Budapester Ady-Endre-Straße groß. Alle absolvierten eine Kunstschule; die meisten verfolgten anschließend eine künstlerische Laufbahn:
- Lívia (geboren 1948) wurde diplomierte Buchgrafikerin und siedelte nach Deutschland über, wo sie malt und unterrichtet.[5]
- Józsi (geboren 1952, gestorben um 2012) studierte anfangs Möbelrestaurierung, dann auch in Paris. Neben seiner Tätigkeit als Maler arbeitete er auch als Innenarchitekt.[5]
- Klara (geboren 1954) malte anfangs ebenfalls, zog dann aber auf einen Bauernhof.[5]
- Gábor Breznay (geboren 1956) lernte das Malen in Paris, wo er seine eigene Familie durch Malerei ernähren konnte.[5]
- Mari Breznay (geboren 1957) siedelte gemeinsam mit Gábor und Józsi nach Paris über, heiratete dort und übte dann vielfältige künstlerische Tätigkeiten aus, darunter Fresken- und Glasmalerei, Buchillustration und Kunsterziehung.[5]
- Sándor Breznay (geboren 1960) studierte Kunst in Ravenna, schuf „riesige Gemälde“, gründete anschließend in Italien eine bis zur Bankenkrise gut funktionierende Computerfirma.[5]
- Pál Breznay (geboren 1962) studierte Kunst in Ravenna und Paris und wurde ein erfolgreicher Maler und Mosaikleger. Arbeiten von ihm wurden beispielsweise 2015 in Paris und vielfach in Budapest ausgestellt.[5]
- András Breznay (geboren 1963)[6] war der erste, der eine Kunsthochschule besuchte. Seine Arbeiten waren auf zahlreichen Ausstellungen zu sehen. Er unterrichtete zudem an der Budaer Zeichenschule.[1]
- Mit 45 Jahren brachte Mária Gánóczy 1973 ihr letztes Kind zur Welt.[5]

2015 hatte Mária Gánóczy bereits 16 Enkel und zwei Urenkel.